# Liegenschaftszinssatz
Der Liegenschaftszinssatz ist in der Immobilienwirtschaft eine Rentabilitätskennzahl, welche die Marktentwicklungen für die  Marktteilnehmer am Immobilienmarkt widerspiegelt.

## Allgemeines
Er beschreibt die marktübliche Verzinsung von Baugrundstücken und grundstücksgleichen Rechten und wird daher zur Ermittlung des Verkehrswertes von Immobilien herangezogen, insbesondere bei den Varianten zum Ertragswertverfahren. Es handelt sich um einen Zinssatz, mit dem der Verkehrswert von Liegenschaften im Durchschnitt verzinst wird. Da der Verkehrswert einer Immobilie im hohen Maß auch vom jeweiligen Sachwert abhängt und der Immobilienmarkt nur geringfügig vom Kapitalmarkt abhängt, ist der Liegenschaftszins relativ unempfindlich gegenüber Schwankungen des Kapitalmarkts.

## Ermittlung
In Deutschland wird er vom Gutachterausschuss retrograd anhand von vergangenen Markttransaktionen ermittelt. Die von den Gutachterausschüssen veröffentlichten Liegenschaftszinssätze sind dabei nicht direkt mit dem ARY (All-Risks Yield) der internationalen Immobilienbewertungsverfahren vergleichbar, der vor allem beim Income-Approach-Verfahren Verwendung findet. So wird im ARY regelmäßig das im Ertragswertverfahren an anderer Stelle berücksichtigte Mietausfallwagnis mit abgebildet.
Der Liegenschaftszinssatz kann auch zum Vergleich mit einer als marktübliche Renditeerwartung oder Zinssatz für eine alternative Anlage herangezogen werden.
Die vereinfachte Berechnung des Liegenschaftszinses ergibt sich wie folgt:
{\displaystyle Liegenschaftszins={\frac {\text{Jahresreinertrag}}{\text{Kaufpreis}}}}.
Diese Formel berücksichtigt weder den Bodenwert noch die wirtschaftliche Restnutzungsdauer (RND) des Gebäudes, was bei Objekten mit sehr hoher RND finanzmathematisch eher indifferent ist.
Die Höhe der Liegenschaftszinssätze in Deutschland bewegen sich im Jahr 2020 im Mittel laut Immobilienverband Deutschland IVD zwischen 0,5 und 9,0 %.

## Rechtsfragen
In § 14 ImmoWertV werden Marktanpassungsfaktoren und Liegenschaftszinssätze wie folgt definiert:
- Mit Marktanpassungsfaktoren und Liegenschaftszinssätzen sollen die allgemeinen Wertverhältnisse auf dem Grundstücksmarkt erfasst werden, soweit diese nicht auf andere Weise zu berücksichtigen sind.
- Marktanpassungsfaktoren sind insbesondere
  - Faktoren zur Anpassung des Sachwerts, die aus dem Verhältnis geeigneter Kaufpreise zu entsprechenden Sachwerten abgeleitet werden (Sachwertfaktoren, § 193 Abs. 5 Satz 2 Nr. 2 BauGB),
  - Faktoren zur Anpassung finanzmathematisch errechneter Werte von Erbbaurechten oder Erbbaugrundstücken, die aus dem Verhältnis geeigneter Kaufpreise zu den finanzmathematisch errechneten Werten von entsprechenden Erbbaurechten oder Erbbaugrundstücken abgeleitet werden (Erbbaurechts- oder Erbbaugrundstücksfaktoren).
- Die Liegenschaftszinssätze (Kapitalisierungszinssätze, § 193 Abs. 5 Satz 2 Nr. 1 BauGB) sind die Zinssätze, mit denen Verkehrswerte von Grundstücken je nach Grundstücksart im Durchschnitt marktüblich verzinst werden. Sie sind auf der Grundlage geeigneter Kaufpreise und der ihnen entsprechenden Reinerträge für gleichartig bebaute und genutzte Grundstücke unter Berücksichtigung der Restnutzungsdauer der Gebäude nach den Grundsätzen des Ertragswertverfahrens (§§ 17 bis 20 ImmoWertV) abzuleiten.

## Bewertung
Es ist umstritten, ob der Liegenschaftszinssatz tatsächlich eine eigenständige Bedeutung hat oder vorrangig nur eine Rechengröße im Ertragswertmodell der ImmoWertV darstellt, der durch Umkehrung des für das Ertragswertverfahren vorgeschriebenen Rechengangs aus Kaufpreisen zu ermitteln ist. Alternative Rechenverfahren stehen jedenfalls nicht zur Verfügung. Finanzmathematisch entspricht der Liegenschaftszinssatz zwar dem internen Zinsfuß der erwarteten Zahlungsreihe einer Immobilieninvestition und somit deren maximaler Renditeerwartung bzw. Verzinsung i. S. v.  § 193 Abs. 5 Satz 2 Nr. 1 BauGB. Ob diese Zahlungsreihe jedoch im Rahmen des Ertragswertverfahrens beispielsweise in Bezug auf die theoretisch angenommene Restnutzungsdauer als realistisch angesehen werden kann, ist umstritten. Die sachgemäße Verwendung der objektartspezifisch abgeleiteten Liegenschaftszinssätze bewirkt vorrangig den Marktbezug im Ertragswertverfahren.